# Christopher Burton
Pour les articles homonymes, voir Burton.
Christopher Burton, né le 22 novembre 1981 à Toowoomba, est un cavalier australien. 
Il a remporté avec Shane Rose, Stuart Tinney et Sam Griffiths la médaille de bronze du concours complet par équipes aux Jeux olympiques d'été de 2016 à Rio de Janeiro.